# Butti bin Sohail Al Maktum
Butti bin Sohail Al Maktum (in arabo ٱلـشَّـيْـخ بُـطِّي بِـن سُـهَـيْـل آل مَـكْـتُـوْم‎?; al-Shindagha, 1851 – novembre 1912), è stato emiro di Dubai dal 1906 al 1912. Proseguì le politiche liberali del suo predecessore, espandendo il porto commerciale di Dubai.

## Biografia
Butti bin Sohail (o Suhail) nacque ad al-Shindagha nel 1851.
All'inizio del suo regno, Butti fu chiamato ad intervenire in un conflitto tra Abu Dhabi e l'influente tribù Bani Qitab che era scoppiato l'anno prima. Venne convocata una riunione generale anche con i sovrani di Umm al-Qaywayn e Sharja a Khawaneej, che portò alla soluzione della controversia nell'aprile del 1906. Tuttavia, l'anno successivo la disputa si riaccese con Dubai e Abu Dhabi che insieme a Sharja affrontavano Umm al-Qaywayn. Ciò portò ad un accordo finale che fu discusso dallo sceicco Butti in rappresentanza di sia di Dubai che di Abu Dhabi.
Dubai continuò a essere un porto fiorente e in espansione: nel 1907 il diplomatico John Gordon Lorimer notò operavano in città 335 imbarcazioni per la raccolta delle perle (a Sharja ne operavano 183 e ad Al Heera 25). Con 410 barche era tuttavia Abu Dhabi ad avere la flotta più grande degli Stati della Tregua.
La "grande tempesta" del 1908 colpì le barche perlacee di Dubai e degli emirati costieri verso la fine della stagione perlacea quell'anno, causando la perdita di una dozzina di barche e la morte di oltre cento uomini. Il disastro fu un duro colpo per Dubai, con molte famiglie che persero il loro capofamiglia e commercianti di fronte alla rovina finanziaria. Queste perdite arrivarono in un momento in cui anche le tribù degli interni stavano vivendo un periodo di povertà. In una lettera al sultano di Mascate del 1911, Butti si lamentò: "Miseria e povertà infuriano tra loro, con il risultato che stanno lottando, saccheggiando e uccidendosi tra di loro".
Nel 1903, Butti si recò con lo sceicco Maktum a Sharja su invito del viceré britannico e governatore generale dell'India George Curzon per il durbar che si tenne il 21 novembre. In quell'occasione Curzon pronunciò un discorso che ricordava agli sceicchi riuniti i benefici della Pax Britannica. Tale discorso sarebbe sembrato ironico a Butti quando, sette anni dopo, le truppe britanniche furono coinvolte in un confronto a Dubai nel quale rimasero uccise 37 persone.
Negli Stati della Tregua si era sviluppato un vivace commercio di armi e, all'inizio del secolo, Sharja e Dubai divennero centri per il fiorente commercio. Verso la fine del 1902, Lorimer registrò che venivano scambiati fino a 200 cannoni al mese, nonostante fosse in vigore un accordo con gli inglesi che vietava l'importazione e la riesportazione di armi. Nel tentativo di frenare il commercio, la nave britannica HMS Hyacinth pattugliava la costa. Nel dicembre del 1910, il suo equipaggio sospettò che un gruppo di contrabbandieri fosse attraccato ad al-Shindagha grazie all'oscurità e, il mattino dopo, una squadra di sbarco di 100 persone fu mandata a terra. La presenza di un grande gruppo armato in città scatenò una reazione rabbiosa da parte dei locali e seguì un combattimento negli stretti vicoli del suq. Le truppe britanniche si ritirarono dopo che quattro soldati rimasero uccisi e nove feriti. Tuttavia, a loro volta, avevano ucciso 37 uomini locali.
Aggiungendo la beffa al danno, gli inglesi tentarono di imporre una serie di riparazioni in seguito all'incidente, tra le quali una multa di 50 000 rupie, la consegna di 400 fucili e la richiesta di stabilire una stazione telegrafica e un ufficio postale a terra. Entrambe queste richieste erano contrarie alla natura della relazione instaurata dal governo britannico con gli Stati della Tregua e lo sceicco Butti aveva già manifestato in modo chiaro, nel 1906, la sua opposizione alla creazione di un ufficio postale indiano o britannico a Dubai. Le richieste aggiuntive furono ritirate in seguito a una petizione inviata agli inglesi da parte di un infuriato sceicco Butti.
Considerato un uomo già anziano al memento dell'ascesa al trono, morì nel novembre del 1912.